# 大坂のどか
大坂 のどか（おおさか のどか、1987年3月23日 -2024年7月没）は、日本の女優。本名同じ。スリーサイズは86-58-90。
徳島県阿南市出身。Claudia所属。2005年に徳島県立小松島高等学校卒業。高校卒業後は大阪スクールオブミュージック専門学校に通った。

## 人物・人柄
- 幼い頃からミュージカルを始めたことがきっかけで演じてみたいと興味を持ち、女優を目指すことになる。映画、舞台など様々な分野で活躍できるように日々稽古に精進している。
- 趣味は映画鑑賞や料理のほか、ダンス(総合)歴は16年、ピアノ歴は15年という特技を持つ。
- 高校時代は徳島県阿南市南部の新野町から小松島市にある高校まで片道約1時間の汽車通学を行っていた。
- 在学中は小松島市内の飲食店ガストでウエイトレスのバイトをしていた。
- 上京してからはドラゴンボールにハマり、DVDを毎日見ていた[1]。

## 経歴
- 2007年4月、上京してオザワオフィスに所属する[2]。
- 2008年7月、東京MX『ガリンペイロex』特撮ヒロインに応募するも落選[3]。
- 2008年7月27日、自分で考えた結果、事務所をClaudiaに移籍することをブログで発表[4]。
- 2008年8月15日、反町隆史主演のテレビドラマロト6で3億2千万円当てた男第7話にレースクイーン役で出演。初のドラマ出演を果たす[5]。
- 2008年10月、テレビドラマ『ギラギラ』にホストクラブの客人役で出演[6]。
- 2008年11月21日、中居正広の金曜日のスマたちへ大谷貴子さんの再現ドラマ本人役で出演[7]。
- 2009年4月、本当にあった怖い話 第十四夜 神隠し 第二話「暗い道」に主演[8]。のちにDVD化された。また、この年あった夕刊フジ公式サイト「ZAKZAK」の大型アイドル企画ZAK THE QUEENにも参加するが、ファーストステージで姿を消す。
- 2009年7月、映画「BTOB SELO」にヒロイン役リエに出演[9]。
- 2009年6月、ケーブルテレビのJ:COM神奈川の朝番組「モーニングスプラッシュ」にスプラッシュガールで出演[10]。本人にとっては初の生放送となる。
- 2010年2月、ANA旅ガール徳島代表に選出される[11]。
- 2010年3月、MINTIA GARLS徳島代表に選ばれる[12]。徳島県代表として、鳴門炙り金時をアピールした。
- 2010年4月、舞台「桃色書店へようこそ」出演[13]。
- 2010年12月、DMM.comのCMに出演[14]。
- 2011年8月、舞台「ミラクルスーパーマーケット」に出演[15]。
- 2012年1月、舞台「ニンギョヒメ」に出演[16]。俳優いしだ壱成と共演する。
- 2012年5月、テレビ東京系列の深夜番組「極女ヂカラ」に出演。
- 2012年6月、映画「ふきだまりの女」に出演[17]。DVを受ける女性という難しい役柄をこなす。
- 2012年6月20日から石井宏明作の舞台「Memory ~ようこそ松竹梅荘へ~」で初の主演を務めた[18]。
- 2012年8月は8日から13日にかけて両国で行われた舞台「SAORI ～想い出の六畳一間～」で主演し、22日から26日はやるせなす石井康太とともに「登校日へ行こう」という舞台に出演。短期間での複数舞台公演をこなした。

## 出演

### ドラマ
- 家族喜哉（2006年11月27日 - 2007年1月26日、毎日放送） - レギュラー
- ロト6で3億2千万円当てた男（2008年、テレビ朝日）
- ギラギラ（2008年、テレビ朝日）
- 本当にあった怖い話 第十四夜 神隠し 第二話「暗い道」（2009年、フジテレビジョン）

### バラエティ・情報番組
- ちちんぷいぷい（毎日放送）
- 中居正広の金曜日のスマたちへ（2008年11月21日、TBSテレビ） - 再現映像で出演
- モーニングスプラッシュ（2009年6月、J:COM かながわセントラル） - スプラッシュガールで出演
- 極嬢ヂカラ（2012年5月 - 、テレビ東京） - 再現映像で出演
- 卍くりぃむvs芸能人卍　卍爆笑どっきり大作戦卍（2009年10月10日、日本テレビ） - アニマルパブスタッフ 役
- 逢える美女図鑑（2012年1月 - 、BeeTV）

### 映画
- prologe（2009年）
- BBOY TO BUSINESS SELO（2009年） - ヒロイン 役
- ふきだまりの女（2012年）

### 舞台
- 明日への扉（2007年、骨髄バンク推進キャンペーン）
- 森は生きている（2007年8月2日 - 5日、ライズプロデュース）
- 魔弾の射手（2008年4月10日 - 20日、新国立劇場オペラ） - 助演
- 桃色書店へようこそ（2010年4月、楽映舎 / アイファクトリー）
- ミラクルスーパーマーケット（2011年8月2日 - 9日、覇天候）
- SAKURA（2011年10月5日 - 10日、エアースタジオ） - 春 役
- ソラリネ。#1.5「ニンギョヒメ」（2012年1月10日 - 15日、ソラリネ。） - ネット 役
- ソラリネ。#3「ニンギョヒメ」（2012年5月16日 - 20日、ソラリネ。） - ネット 役
- Memory ～ようこそ松竹梅荘へ～（2012年6月20日 - 24日、アクタールーツ公演） - 主演：美結 役
- SAORI ～想い出の六畳一間～（2012年8月8日 - 13日、劇団空感エンジン） - 主演：さおり 役
- 登校日へ行こう（2012年8月22日 - 26日、覇天候）

### CM
- DMM.com（2010年12月、デジタルメディアマート）
- ゼクシィ（リクルート）

### 雑誌
- めざましマガジン（フジテレビ発行フリーペーパー）
- 月刊カメラマン（モーターマガジン社）
- レディスバイク（クレタパブリッシング）
- Mac Fan（毎日コミュニケーションズ）

### 写真集・ポスター
- 大坂のどか等身大ポスターほか11点（2008年12月15日、iDOL-TV）[19]。

### キャンペーン
- パシャヨメフィギュア イメージガール（2008年8月30日 - 31日、バンダイ）[20]。
- ANA旅ガール徳島代表（2010年2月、全日本空輸）
- MINTIA GIRLSガール徳島代表（2010年3月、アサヒフードアンドヘルスケア）